# ياتاكا تاكنوتشي
ياتاكا تاكنوتشي (باليابانية: 竹野内豊) هو عارض وممثل ياباني، ولد في 2 يناير 1971 بطوكيو في اليابان.

## أعمال

### أفلام
- (2016) عودة غودزيلا[4]

## وصلات خارجية
- ياتاكا تاكنوتشي على موقع IMDb (الإنجليزية)
- ياتاكا تاكنوتشي على موقع قاعدة بيانات الفيلم (الإنجليزية)